# Closer (Gino Soccio)
Closer è il terzo album in studio di Gino Soccio pubblicato nel 1981 dalla Warner Bros. Records.

## Tracce
Testi e musiche di Gino Soccio.
1. Try It Out – 8:02
2. Street Talk – 5:17
3. (It's Been) Too Long – 4:43
4. Hold Tight – 5:16
5. Love Is – 2:38
6. Closer – 6:14

Durata totale: 32:10